# Piotr Nalici
Piotr Nalici (n. 30 aprilie 1981) este un cântăreț rus. A fost născut la Moscova. A absolvit Universitatea de Arhitectură din Moscova și a studiat muzica la studioul Orfei sub conducerea lui Irina Muhina. A devenit cunoscut în 2007 după ce și-a plasat pe YouTube clipul cu cântecul său „Chitara”. Clipul respectiv a avut 70000 de vizualizări în prima lună. Tot în 2007 și-a format un colectiv muzical numit Colectivul muzical al lui Piotr Nalici, unde mai intră încă cinci persoane. În 2010 a fost ales să reprezinte Rusia la Concursul Muzical Eurovision 2010 cu melodia Lost and Forgotten.